# Cabassous
A Cabassous az emlősök (Mammalia) osztályának a páncélos vendégízületesek (Cingulata) rendjébe, ezen belül az övesállatok (Dasypodidae) családjába tartozó nem.

## Rendszerezés
A nembe az alábbi 4 faj tartozik:
- északi csupaszfarkú tatu (Cabassous centralis) Miller, 1899
- Chaco csupaszfakú tatu (Cabassous chacoensis) Wetzel, 1980
- nagy csupaszfarkú tatu (Cabassous tatouay) Desmarest, 1804
- csupaszfarkú tatu (Cabassous unicinctus) Linnaeus, 1758 – típusfaj